# Filip Neri
Svatý Filip Neri (21. července 1515, Florencie, Itálie – 26. května 1595, Řím) byl italský katolický kněz, zakladatel kongregace oratoriánů a jeden z modelových světců katolické reformy 16. století, nazývaný Apoštol Říma, nebo podle ctnostného života také „Il Santo“ (světec). K jeho žákům patřili například římský kardinál Cesare Baronio, Francesco Maria Tarugi nebo olomoucký František Dietrichstein.

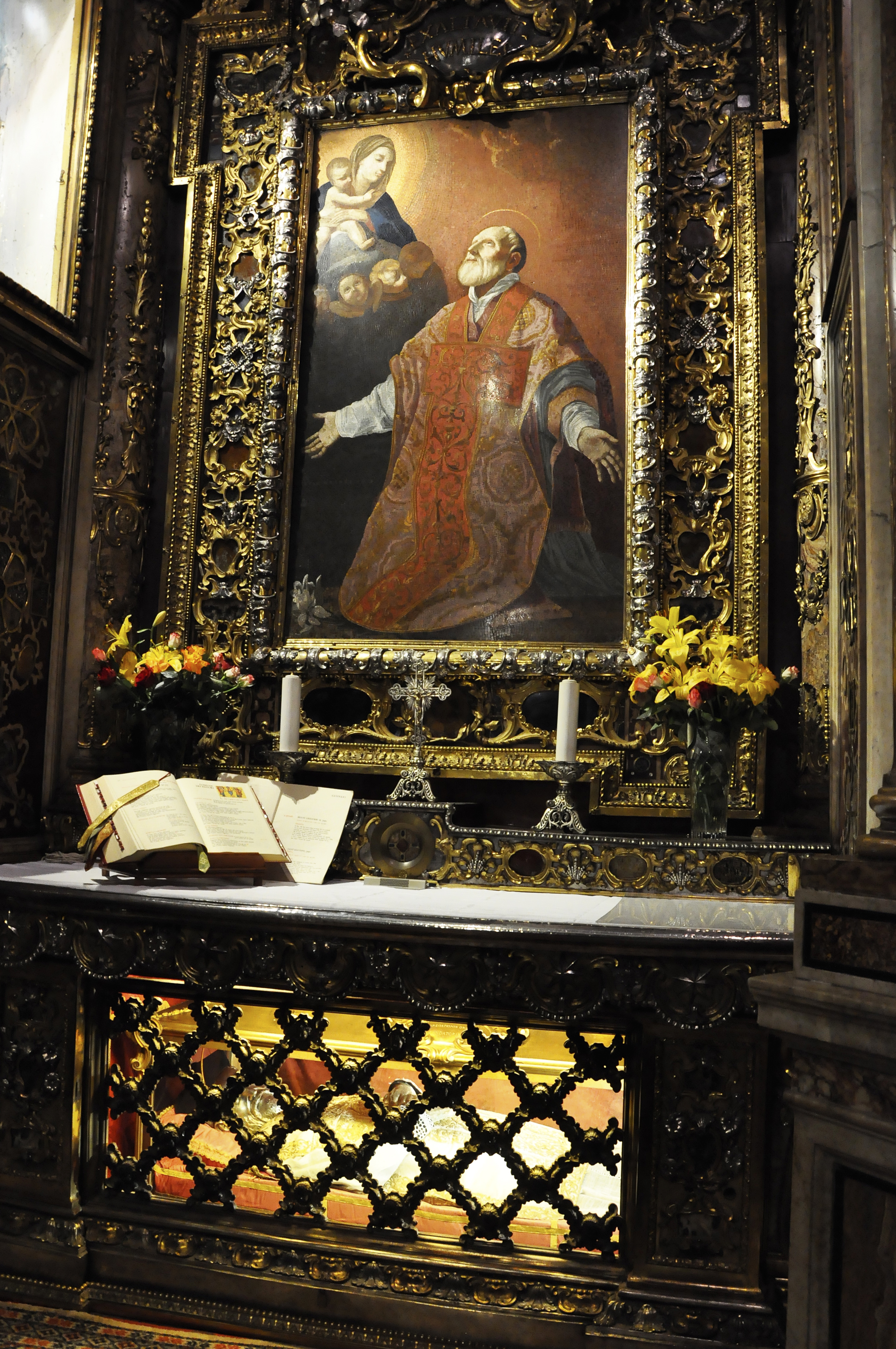
Oltář s hrobem Filipa Neri, obraz Guido Reni

## Život

### Původ
Filip Neri se narodil 21. července 1515 jako nejmladší z dětí nemajetného florentského notáře Francesca Neri a jeho ženy Lukrécie da Mosciano. Jeho otec byl velmi zbožný, dbalý církevních předpisů, k víře a pokoře vedl také své děti. V pěti letech Filipovi zemřela matka Lukrecie a otec se podruhé oženil. Nevlastní matku měl Filip rád, naučil se od ní pozitivnímu přístupu k životu. Nejmilejší sestra Elizabetta popsala svého bratra Filipa jako veselého a nezištného a tyto povahové rysy mu vynesly přezdívku „Pippo buono“ – „dobrý Pippo“.

### Mládí
Nejprve Filip navštěvoval městskou školu, poté se mu dostalo vzdělání u dominikánů z kláštera San Marco ve Florencii. Zde se mimo jiné seznámil s učením Tomáše Akvinského a spřátelil se s Otcem Zenobiem Medici. V osmnácti letech byl otcem poslán do San Germana nedaleko opatství Monte Cassina. Do kláštera tehdy Filip nevstoupil, protože potřeboval naprostou samotu, aby slyšel hlas Boží. Nesnesl jakékoli závazky a tato touha jeho ducha po svobodě se později odrazila i v oratoriu, které založil. V San Germanu se stal obchodním příručím svého strýce, obchodníka Romola Neri. Díky svému vrozenému umění jednat chápavě a vstřícně s lidmi se v této práci osvědčil. On sám však nebyl s praktickým svým životem spokojený a roku 1535 se vydal do Říma.

### Řím
V Římě se setkal s aristokratem Florenťanem Signorem Cacciou, který mu svěřil výchovu a vzdělání svých dětí. Filip žil asketicky, jedl pouze chléb, ovoce a zeleninu. Někdy pil po tři dny pouze vodu. Filip brzy opustil Cacciovu rodinu, aby se stal poustevníkem. Ve dne vedl na ulicích náboženská vyučování. Filip ve svých projevech neholdoval okázalosti. Hříšníkům nehrozil strašlivými tresty ani peklem, přesto jeho kázání na lid silně působila. Po nocích se modlil v kostelech a v katakombách. Začal studovat u augustiniánů na univerzitě La Sapienza, navštěvoval přednášky z teologie a filozofie. I když byl velmi nadaným studentem, školu nakonec nedokončil kvůli svému přesvědčení, že jej studium odvádí od Boha.
Roku 1537 přišel do Říma sv. Ignác z Loyoly a Filip Neri se s ním spřátelil. Od roku 1538 Filip pečoval o nemocné a umírající a při svých návštěvách nemocnic a žalářů se potkával s Ignácem a jeho žáky. Filip se také staral o opuštěné a zanedbané děti a rád rozmlouval s mládeží. Míval pro ně vlastní kázání a skládal náboženské písně. Mezi Římany se těšil dobré pověsti. Ignác ho přirovnával ke zvonu na věži, který je mimo chrám a zve lidi k Bohu.

## Duchovní život

### Mystické zážitky
Filip měl v průběhu života několik mystických zážitků, které životopisec nadneseně popsal: Láska Boží jej přepadala při pouhém vyslovení slova Bůh, Láska nebo Ježíš. Vroucně miloval Pannu Marii. Jeho srdce se rozbušilo a hruď se mu svírala. Při mši svaté často stál nehybně jako socha s tváří ozářenou světlem. V roce 1544 po modlitbě v katakombách sv. Šebestiána prožil extatický stav doteku božské lásky. Hruď nad Filipovým srdcem se silně vyklenula a lékařské vyšetření ukázalo, že mu praskla dvě žebra, ale Filip údajně necítil žádnou bolest.

### Vysvěcení
Pod vlivem sv. Ignáce z Loyoly a Persiana Rosy se Filip dal 24. května roku 1551 vysvětit v římském kostele San Tommaso in Parione. Nejprve uvažoval o misionářské cestě do Indie. Přátelé ho však přemluvili, že jeho místo je v Římě. Stal se členem společenství kněží kostela sv. Jeronýma od Křesťanské lásky. Zde začal svou pastorační praxi. Předával víru a vysvětloval Písmo. Stal se jedním z nejvyhledávanějších zpovědníků.

### Založení bratrstva Trinità De' Pelegrini
V roce 1552 Neri založil při kostele sv. Jeronýma od Křesťanské lásky bratrstvo (konfraternitu) Santissima Trinita de' Pellegrini e de' Convalescenti pro poutníky, putující do Říma, ale zbožné laiky, především prosté lidi, dělníky. Duchovní program tvořilo čtení ze životopisů světců, z dějin církve, z duchovní naučné literatury. Poté všichni přítomní rozmlouvali mezi sebou o získaných poznatcích a rozvíjeli tak své vyjadřovací schopnosti. Nedílnou součástí byly rovněž procházky v přírodě. Žili společně a starali se o spásu duší modlitbou, farní službou, charitativní činností a kázáním. Filip na shromážděních nechával promlouvat i laiky. Domníval se, že jejich duchovní zkušenosti mohou obohatit další křesťany a kněze. Vlivem Filipovy přirozené autority, schopností získat si respekt a osobního charismatu se bratrstvo brzy rozšířilo. Pro společné akce si zvolili oděv: plátěnou rudou kutnu s kapucí, zakrývající i obličej. Rudá barva symbolizovala bratrskou lásku, která byla jejich jedinou regulí.
Modlitby bratrstva v lidovém tónu, procesí, pouti, kterých se účastnily i nejvyšší kruhy římského dvora a Filipův názor na úlohu laiků v církvi, jej několikrát přivedly do konfliktu s inkvizicí. Bylo mu zakázáno kázat, sloužit mši svatou a zpovídat. Nakonec se vždy dokázal úspěšně obhájit a jurisdikce mu byla navrácena.

### Sedmikostelí
Filip Neri oživil tradici pouti k sedmi významným bazilikám z raně křesťanské doby a pojal ji jako protiváhu karnevalů. Trasa poutě je dlouhá 25 kilometrů a putuje se po ní dodnes, zpravidla na Zelený čtvrtek. K získání odpustků je potřeba vykonat celou cestu pěšky. Sedmikostelí tvoří čtyři větší baziliky: Lateránská bazilika, Svatopetrská bazilika ve Vatikánu, Santa Maria Maggiore, bazilika sv. Pavla za hradbami a tři menší baziliky: Svatého Kříže v Jeruzalémě, svatého Vavřince za hradbami a svatého Šebestiána za hradbami.

### Oratoriáni
Roku 1564 se soustředila při kostele San Giovanni dei Fiorentini skupina oratoriánských kněží, která byla roku 1575 papežem Řehořem XIII. povýšena na kongregaci. Oratoriánům byl svěřen kostel Santa Maria Valicella. Kostel byl pro potřeby oratoriánů přestavěn a nazván Chiesa Nuova – Nový kostel. Fresky pokrývající strop střední lodi představují scény z Filipova života.
Vzniklá společnost měla za úkol vypracovat a předložit nové řeholní regule. Tyto předpisy ale nebyly za světcova života dokončeny. Schváleny byly až roku 1618. Filip neměl o vznik těchto předpisů zájem, miloval totiž svobodu vlastní i svobodu druhých. Otázka stanov způsobila rozkol mezi ním a jeho učedníky, kteří snili o řádu s pevnou organizací. Ke konci Filipova života se usmířili.

### Povaha
Filip byl veselým člověkem, ale jeho humor nebyl kousavý nebo zraňující. Říkalo se mu „Veselý svatý“. Jeden z Filipových výroků, zaznamenaných jeho žáky dokládá, že Filip nepovažoval veselost za hříšnou: „Buďte veselí, synáčkové! Nechci jen, abyste se nedopouštěli hříchů. Ale abyste byli veselí, to chci. Veselý duch dobývá snadněji křesťanské dokonalosti než duch zádumčivý. Pokračuj synu v tom svém veselí, protože to je nejlepší cesta k dokonalosti…Nechci úzkostlivost ani trudnomyslnost!“ Jeho oblíbenou knihou byla sbírka vtipů vydaná pod jménem Facezie Piovana Arlotta.

### Přátelé
Filip měl hodně nepřátel, kteří mu záviděli jeho úspěchy. Na druhou stranu za ním stálo i několik vlivných osobností. Jedním z jeho nejvěrnějších přátel byl Karel Boromejský. I když oba měli rozdílné povahy (Karel byl jemný, distingovaný, Filip naopak prostý a otevřený), rozuměli si. Dalším významným přítelem byl papež Řehoř XIII, s nímž Filip sdílel přátelskou povahu a smysl pro humor. Několikrát byla Filipovi nabídnuta kardinálská funkce, ale on ji pokaždé odmítl. Byl velmi pokorný a sám sebe považoval za hříšníka. Často opakoval: „Pane, drž Filipa, nebo tě zradí hůře než Jidáš.“

## Závěr života a smrt
Jeho zdraví začalo být podlomené, velmi často trpěl nemocemi. I když sám nevycházel mezi lidi a čas trávil modlitbami, návštěvy neodmítal. V roce 1594 jej zachvátila horečka, ale byl uzdraven Pannou Marií. Celý následující rok byl zdravý. 12. května 1595 opět začal chrlit krev. Poslední pomazání mu dal jeho nejvěrnější žák Baronio. Svaté přijímání mu přinesl kardinál Federico Borromeo. Filip odmítl léky a celý den byl na nohou, ráno ještě sloužil mši svatou. Zemřel 26. května 1595.
Filip byl lidem v Římě upřímně oplakáván, u jeho rakve se sešli jeho žáci, kardinálové i papež. Jeho ostatky byly uloženy pod oltářem v kapli sv. Filipa Neri kostela Santa Maria in Vallicella, kde spočívají dosud. Filipův obličej je překryt stříbrnou maskou. O honosnou barokní výzdobu kaple se zasloužili Reni, Baroccio, Guercino, Pietro da Cortona a Luca Giordano.

## Kult

### Kanonizace
Již těsně po Filipově smrti bylo počítáno s jeho prohlášením za svatého. Jeho žáci začali ihned připravovat kanonizační proces. Blahořečen byl 11. května 1615 papežem Pavlem V. Společně se svatým Ignácem, svatým Františkem Xaverským, svatým Isidorem a svatou Terezií byl Filip svatořečen 12. března 1622 papežem Řehořem XV. Filipův kult se v Římě rychle rozšířil, proto bývá nazýván „římským svatým.“

### Patrocinia
- města: Řím, Candida, Mandaluyong, speciální jednotky armády Spojených států, Piczon Vill, Catbalogan.
- je patronem mládeže, humoristů, přímluvce při nemocech končetin a ochránce proti zemětřesení.

### Zobrazování a atributy
Filip Neri je znázorňován jako oratorián, často má krátký vous a většinou drží hůl nebo růženec. Někdy je zobrazen také s planoucím srdcem, jak se modlí před Pannou Marií. Bývá také často znázorňován i s jinými církevními osobnostmi.
Jeho atributy jsou lilie, srdce, růženec, hůl a děti.
V Praze stojí socha svatého Filipa Neri na Hradčanském náměstí na rozhraní hradní rampy a Zámeckých schodů (Nových zámeckých schodů).